# Andrea Miano
Andrea Miano (* 22. Mai 1909 in Genua; † 22. Juli 1987 ebenda) war ein italienischer Dokumentarfilmer, Filmregisseur, Drehbuchautor und Schauspieler.

## Leben
Miano begann seine Filmkarriere 1924 als Darsteller kleiner Rollen in Filmen von Guido Brignone, Luigi Almirante und Baldassarre Negroni. 1938 gründete er die Produktionsgesellschaft „San Giorgio Film“, mit der er zwei mittellange Kriminalfilme finanzierte, die er selbst schrieb und in denen er sich selbst inszenierte. Mit ihr war er einer der Pioniere des Kinos in Ligurien. Während der Herrschaft der Republik von Salò drehte er 1944 Caposaldo, dem bemerkenswerterweise im folgenden Jahr mit La nostra ora wohl die erste dem Widerstand gewidmete Arbeit des italienischen Kinos folgte, die allerdings nur in unvollendeter Form erhalten ist. Mit der neuen Firma „International Film Ligure“ widmete sich Miano dann über ein Jahrzehnt dem Dokumentarfilm, bevor er als Fotograf neue berufliche Wege ging. 1964 kehrte er als Kameraführer für Adolescenti al sole in die Branche zurück.
Als Autor von Novellen und Erzählungen schrieb Miano unter dem Pseudonym “Mr. Anderson”.

## Filmografie (Auswahl)
- 1939: Edizione straordinaria (Regie, Buch, Darsteller, Kamera)
- 1947: Il delitto perfetto